# 雄王誕

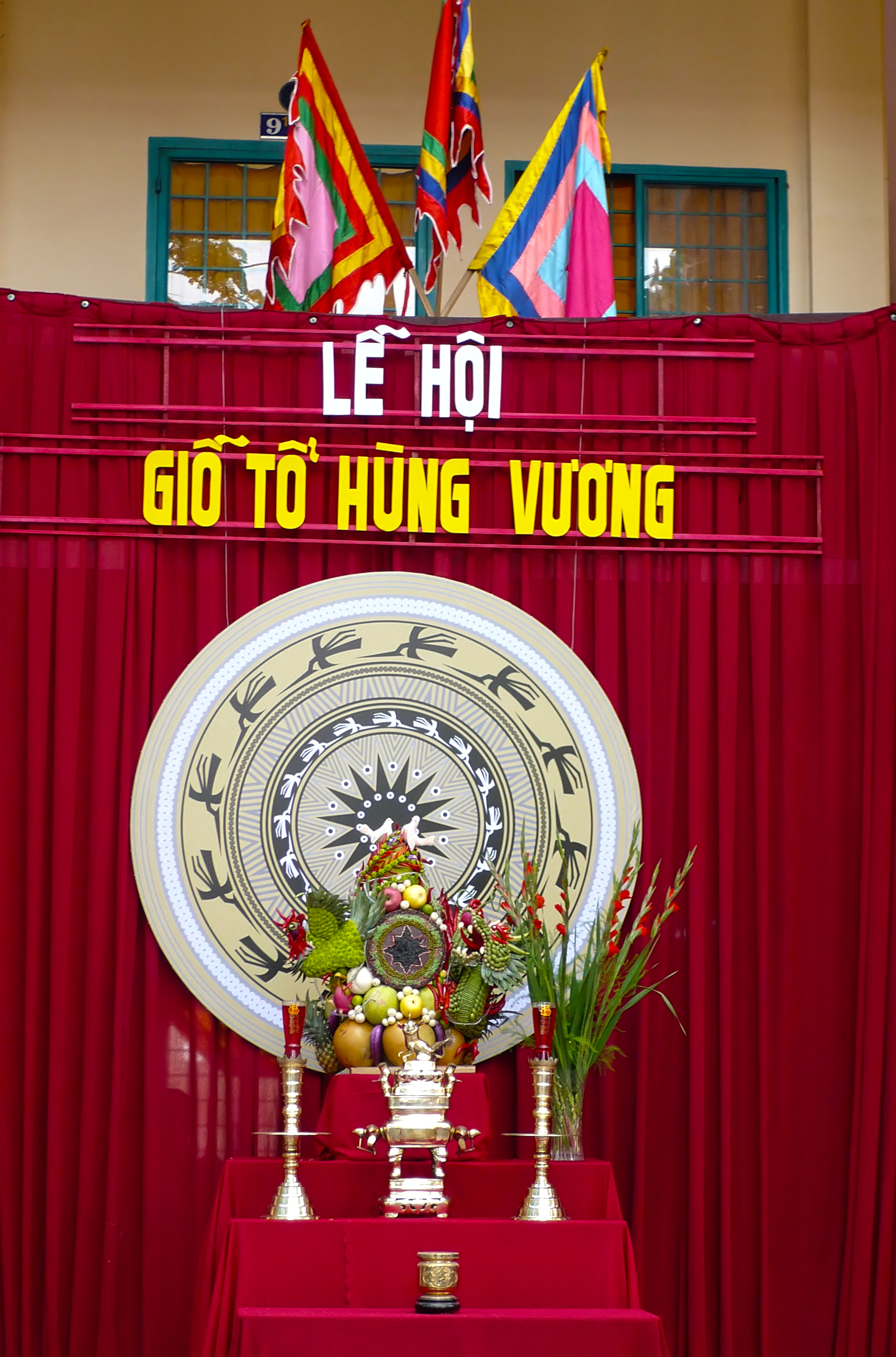
學校內祭祀雄王的祭壇

雄王誕（越南語：Giỗ Tổ Hùng Vương / 𣋼祖雄王 或 Lễ hội đền Hùng / 禮會殿雄）是越南於農曆三月初十日紀念雄王（鴻龐氏）的日子；2007開始，雄王誕為越南的國定假日之一，也是越南公眾假日中唯二屬於越南傳統節日的假日之一（另一個以傳統節日為假期的是農曆新年）。
雄王誕為紀念第一位在越南建國的領袖雄王，在2007年以前為地方性節日；2016年，雄王誕出遊的遊客總數達到700萬。
雖然雄王誕的官方名稱是「雄王忌日」（越南語：Giỗ Tổ Hùng Vương），但並沒有確實指出雄王的具體逝世日期。
2012年12月6日，聯合國教科文組織將雄王誕列為世界非物質文化遺產。可以知道雄王節對越南國民具有非常重要的意義。

## 節日起源
傳説，雄王六世想傳位給兒子，於是把他們都叫來，説：「春節快要到了，誰能夠找到有意義的美食祭拜祖先，我就把王位傳給誰」。雄王的第十八位兒子叫節遼，性格和善，很有道德，非常孝順。由於母親早逝，沒人指導，節遼一直很擔心，不知該向雄王遞送什麼食物。
一天，節遼做夢，夢中有一位神仙跟他説：「天下稻米是最珍貴，因為人靠米而活。你用糯米作食物，一個做成圓形，另一個做成方形，圓的象徵天，方的象徵地。天為父，地為母。你把餡兒放在裏面，然後用葉子包起來，意味着父母生成養育、擁護孩子。節遼按照神仙的話去做，最終被雄王選為繼位人。

## 庆祝活動
雖然雄王誕定在農曆三月初十作為紀念日，但事實上紀念雄王的活動在農曆三月初十的前幾週就開始了，並在雄王廟舉行了遊行和祭典。
雄王誕當日會舉行兩個活動：
- 轎子遊行：雄王誕當天，富壽省越池市義嶺山上的雄王廟會舉行遊行儀式。而義嶺山也被認為是越南第一個建國的地方。在這一天當地人會身著傳統服飾抬轎上山，進廟供奉，並在那裡舉行祭典儀式；吸引許多越南其他省市民眾攜老帶眷參加。
- 祭祀雄王：雄王誕當天會用象徵「天」的圓形粽子（Bánh giầy）與象徵「地」的方形粽子（Bánh chưng）祭祀，象徵天地父母用以感念父母養育之恩。

雄王節背後相當重要的意涵代表著孝順與飲水思源，感念先人們的辛勞開墾與付出。即便對年輕一輩的人而言，不會再有一生一定要去一次祭拜的想法，但由於清明節在越南並非公眾假日，不少家庭便會在雄王節這天去掃墓。